# Hoplitis indostana
Hoplitis indostana är en biart som först beskrevs av Cameron 1904.  Hoplitis indostana ingår i släktet gnagbin, och familjen buksamlarbin. Inga underarter finns listade i Catalogue of Life.